# Districte de Ngoma
El districte de Ngoma és un akarere (districte) de la província de l'Est, a Ruanda. La seva capital és Kibungo.

## Sectors
El districte de Ngoma està dividit en 14 sectors (imirenge): Gashanda, Jarama, Karembo, Kazo, Kibungo, Mugesera, Murama, Mutenderi, Remera, Rukira, Rukumberi, Rurenge, Sake i Zaza.